# Халльгерд Длинноногая
Халльгерд Длинноногая (исл. Hallgerður langbrók, конец X-го века) — один из центральных персонажей «Саги о Ньяле», женщина, известная тем, что погубила всех трёх своих мужей из-за их рукоприкладства. Считается ярким воплощением характерного для саг образа женщины, разжигающей родовую вражду и приносящей горе и гибель тем, кто её окружает.

## Биография
Халльгерд была дочерью богатого и знатного исландского хёвдинга Хёскульда сына Колля из Долин, потомка Рагнара Лодброка. Матерью Халльгерд саги называют либо Йорунн дочь Бьярни, либо Халльфрид дочь Торбьёрна с Озера, братьями — Торлейка, Олава Павлина и Барда.

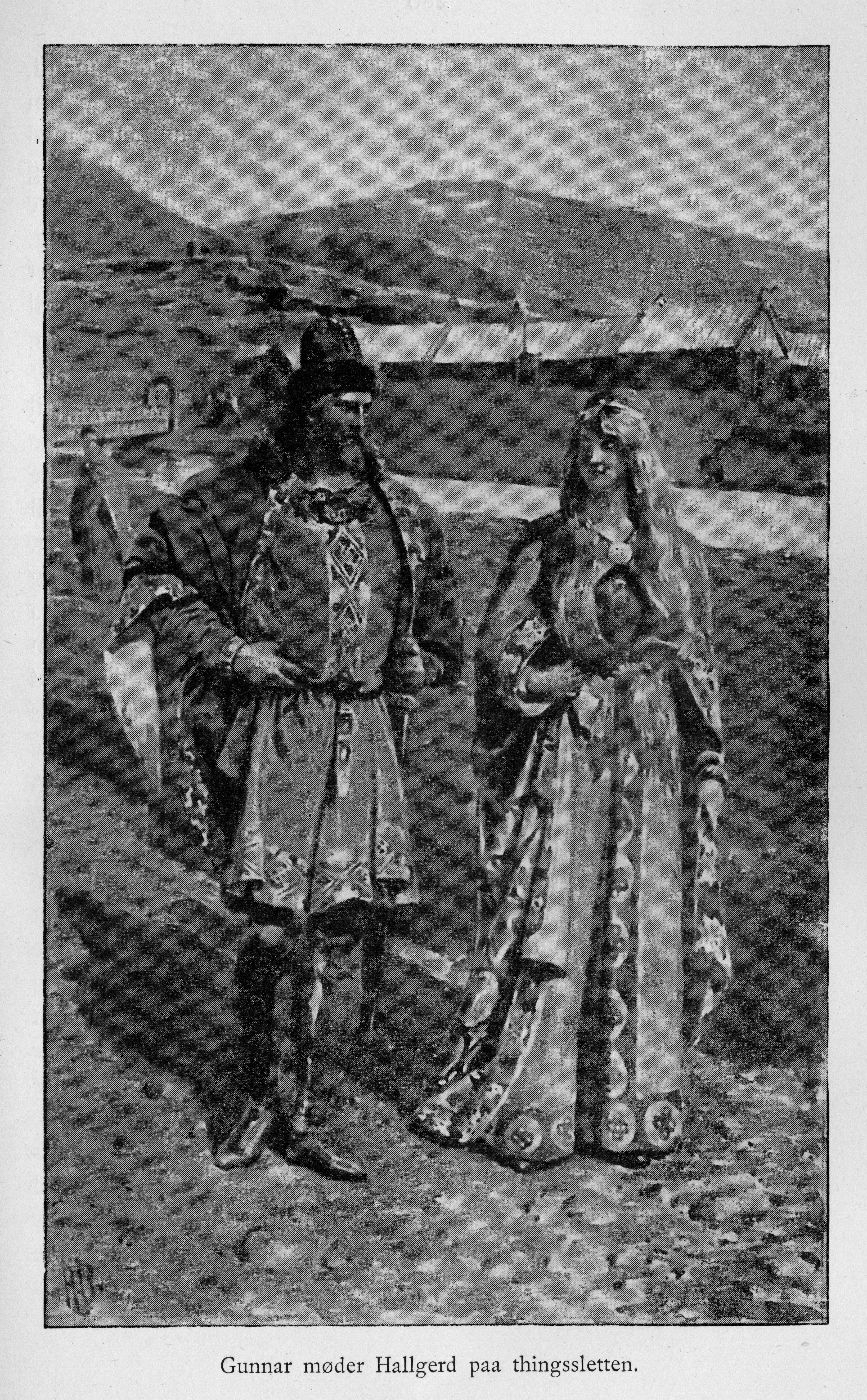
Встреча Халльгерд Длинноногой с её будущим третьим мужем Гуннаром сыном Хамунда на альтинге

Халльгерд с детства отличалась красотой. «Прядь о Снэбьёрне Борове» сообщает, что у неё и у Халльгерд, дочери Одда из Междуречья, «были самые прекрасные волосы из всех женщин Исландии». Благодаря высокому росту она получила прозвище Длинноногая. Но при этом её дядя Хрут как-то заметил вслух, что у Халльгерд «воровские глаза», и в дальнейшем сага неоднократно говорит о её тяжёлом, вспыльчивом характере и о её неспособности справиться с домашним хозяйством.
В первый раз Хёскульд выдал дочь замуж против её воли за Торвальда сына Освивра. Во время первой же совместной зимовки Халльгерд показала себя плохой хозяйкой. В случившейся из-за этого ссоре Торвальд ударил её по лицу, и тогда она подтолкнула к мести своего воспитателя Тьостольва. Тот зарубил Торвальда секирой. Халльгерд вернулась к отцу, Хёскульд заплатил отцу Торвальда виру, тем самым признав вину своей дочери.
Когда руки Халльгерд попросил Глум сын Олейва Рукоятки, Хёскульд принял меры, чтобы не повторилась история предыдущего брака: он убедился в том, что его дочь согласна, и получил гарантии, что Тьостольв не будет жить в усадьбе у молодожёнов. Брак оказался удачным: Глум и Халльгерд очень любили друг друга, и у них родилась дочь Торгерд. Но спустя несколько лет Тьостольв, оставшийся без работы и жилья, появился в Тёплом Ручье (усадьбе Глума) и остался там. Из-за его нежелания работать между супругами произошла небольшая размолвка, Глум слегка ударил Халльгерд. Та запретила Тьостольву мстить; тем не менее Тьостольв убил и Глума. После этого Халльгерд посоветовала своему воспитателю попросить убежища у Хрута, рассчитывая, что последний отомстит за Глума. Так и произошло.
Спустя какое-то время (Торгерд уже достигла брачного возраста) на тинге Халльгерд случайно встретила Гуннара сына Хамунда, только что вернувшегося из Скандинавии. Между ними возникла симпатия. В тот же день Гуннар попросил руки Халльгерд и получил согласие, несмотря на то, что Хрут назвал этот брак «безрассудным», а Ньяль, лучший друг жениха, сказал: «Если она переедет сюда, на восток, ждать бед».
Сразу после свадьбы начался конфликт между Халльгерд и женой Ньяля Бергторой (обе женщины отличались тяжёлым и неуступчивым нравом). Поводом к открытому конфликту стала ссора из-за общего леса. Халльгерд первой подослала убийцу к одному из работников Ньяля, последний получил за убитого виру, но его жена тем не менее организовала кровную месть. Жертвами усиливающейся вражды стали дальние родственники двух друзей, а потом и близкие. В конце концов сам Гуннар оказался окружён врагами в собственном доме. Когда лопнула тетива его лука, он попросил у Халльгерд немного её волос, чтобы сплести новую, но та отказала, напомнив мужу, как он дал ей пощёчину. Гуннару пришлось вступить в рукопашный бой с многочисленными врагами, и в этом бою он погиб. Так Халльгерд погубила и третьего своего мужа.
Овдовев, Халльгерд переехала к своей дочери Торгерд и её мужу Траину сыну Сигфуса. Ходили слухи, что её соблазнил Храпп Убийца, привезённый Траином из Норвегии. Халльгерд сыграла важную роль в ужесточении распри между сыновьями Ньяля и её зятем, в которой последний погиб. Позже она уехала на Мыс Горячего Источника — в усадьбу, которую она выменяла на Тёплый Ручей, оставшийся ей от второго мужа. Там Халльгерд и умерла. Кроме дочери от второго брака, у неё были двое сыновей от Гуннара — Грани и Хёгни.

## В современной культуре
- В романе Халлдора Лакснесса «Исландский колокол», по словам исследовательницы Е. Сомовой, есть «эпизоды, позволяющие соотнести» с Хальгерд Длинноногой главную героиню — Снайфридур[8].
- Британский поэт Луис Макнис упоминает Халльгерд в стихотворении «Сага о Ньяле»[9]:

Высокая блондинка, с косой до пояса, в пол-оборота к мужу,

Порвавшему на луке тетиву, — и вот теперь он просит

У Халльгерд прядь волос, чтоб натянуть на лук и отстреляться

От недругов. «Прядь тебя спасет? А помнишь

Пощечину, которую мне дал?» Враги снимают с дома крышу, Гуннар

Стоит и ничего не может сделать. Блондинка улыбается. Неохотно

Они его добили. И тем самым враги — и женщина, — они той ночью

Открыли путь для множества смертей: старик, его жена и внук

Будут убиты
- В фильме Бьёрна Б. Бьёрнссона «Сага о Ньяле» (2003)[10] Халльгерд играет Маргрет Вильхьяульмсдоттир.